# Incertitude absolue
 (octobre 2007).
Si vous disposez d'ouvrages ou d'articles de référence ou si vous connaissez des sites web de qualité traitant du thème abordé ici, merci de compléter l'article en donnant les références utiles à sa vérifiabilité et en les liant à la section « Notes et références ».
 (février 2015).
En physique, l'incertitude absolue U(g) est l'incertitude en valeur absolue sur la valeur g d'une grandeur physique. Elle a la même dimension que la grandeur physique.
Elle s'oppose à l'incertitude relative U(g)/g qui est sans dimension et s'exprime souvent en pourcentage. Le calcul d'incertitudes permet d'exprimer l'incertitude sur une grandeur obtenue par une formule qui fait intervenir d'autres grandeurs d'incertitudes connues.

## Notation
La notation usuelle est
{\displaystyle g=g_{0}\pm \ U(g)}
où g0 et Δg sont écrits avec le même nombre de chiffres après la virgule. Par exemple :
- Masse du neutron : mn = (1,674 927 2 ± 0,000 000 1) × 10−27 kg ;
- vitesse d'éloignement des galaxies : H0 = 72,0 ± 8,0 km/s/Mpc.

Lorsque les incertitudes ne sont pas symétriques, deux incertitudes Ugsup et Uginf sont données et l'on indique :
{\displaystyle g={g_{0}}_{-\ U(g_{\text{inf}})}^{+\ U(g_{\text{sup}})}}

## Calcul d'incertitudes
Lorsque g est une fonction de n grandeurs g1, … gn, l'incertitude sur g se déduit de celles sur ces grandeurs par
{\displaystyle \ U(g)={\sqrt {\sum _{k=0}^{n}\left({\frac {\partial g}{\partial g_{k}}}\ U(g_{k})\right)^{2}}}}
avec les hypothèses suivantes :
- incertitudes indépendantes ;
- incertitudes individuelles suivant une statistique gaussienne ou grand nombre d'incertitudes individuelles (théorème central limite) ;
- fonction g correctement approchée par sa meilleure approximation affine entre gk - Ugk et gk + Ugk.

La formule
{\displaystyle \ U(g)=\sum _{k=0}^{n}\left|{\frac {\partial g}{\partial g_{k}}}\right|\ U(g_{k})}
est d'emploi courant.
En particulier, l'incertitude sur une grandeur somme de plusieurs autres grandeurs est la somme quadratique des erreurs individuelles dans le cas d'incertitudes indépendantes suivant une loi de probabilité gaussienne ; prendre la somme des erreurs est couramment employé.